# Navire de guerre des mines
Un  navire de guerre des mines  est un navire de guerre utilisé dans des opérations navales dites de guerre des mines et conçu pour détecter, détruire ou mouiller des mines marines.

## Types de bâtiments de guerre des mines
On distingue :

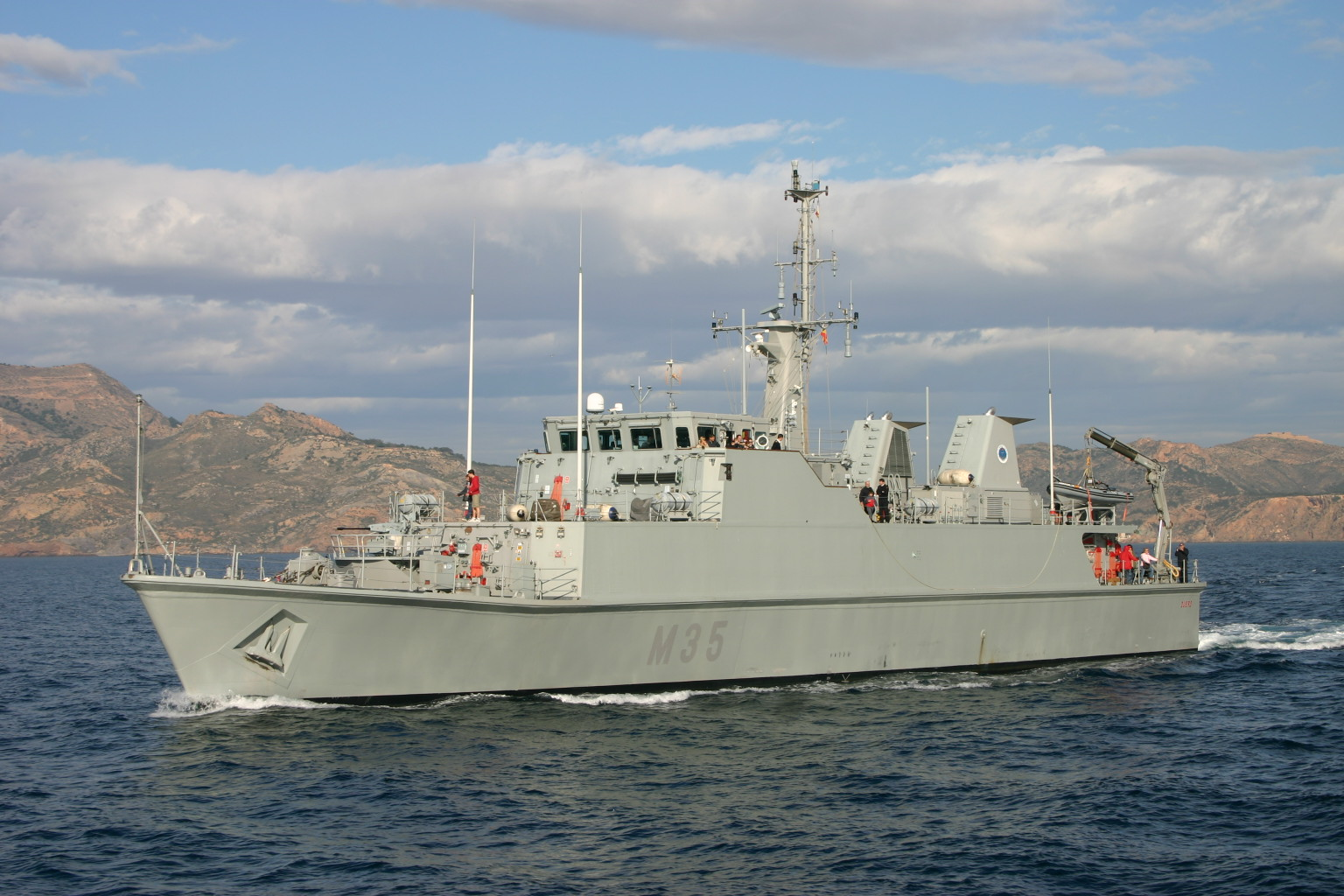
Le M-35 Duero de la Classe Segura appartenant à l'Armada espagnole.

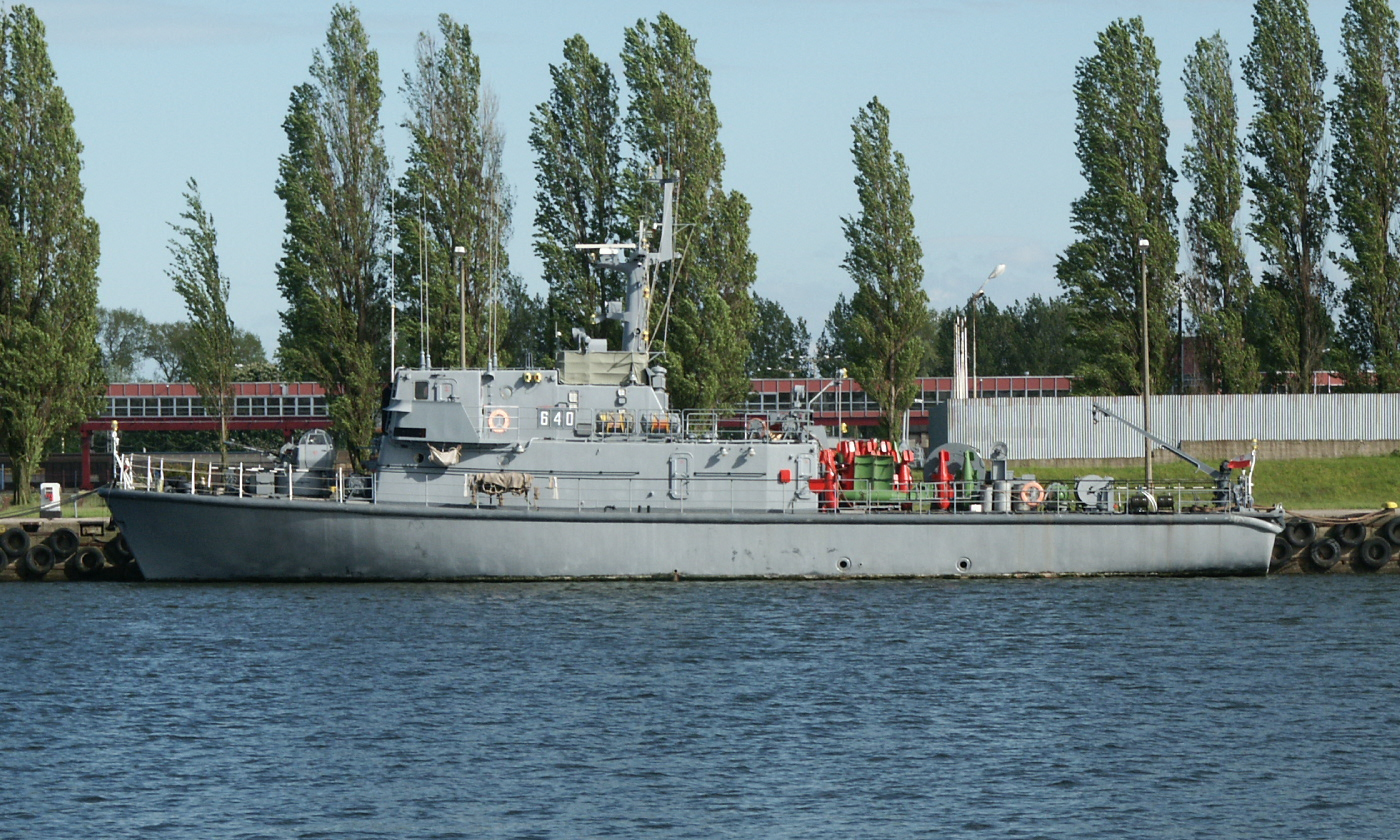
Dragueur de mines polonais Naklo.

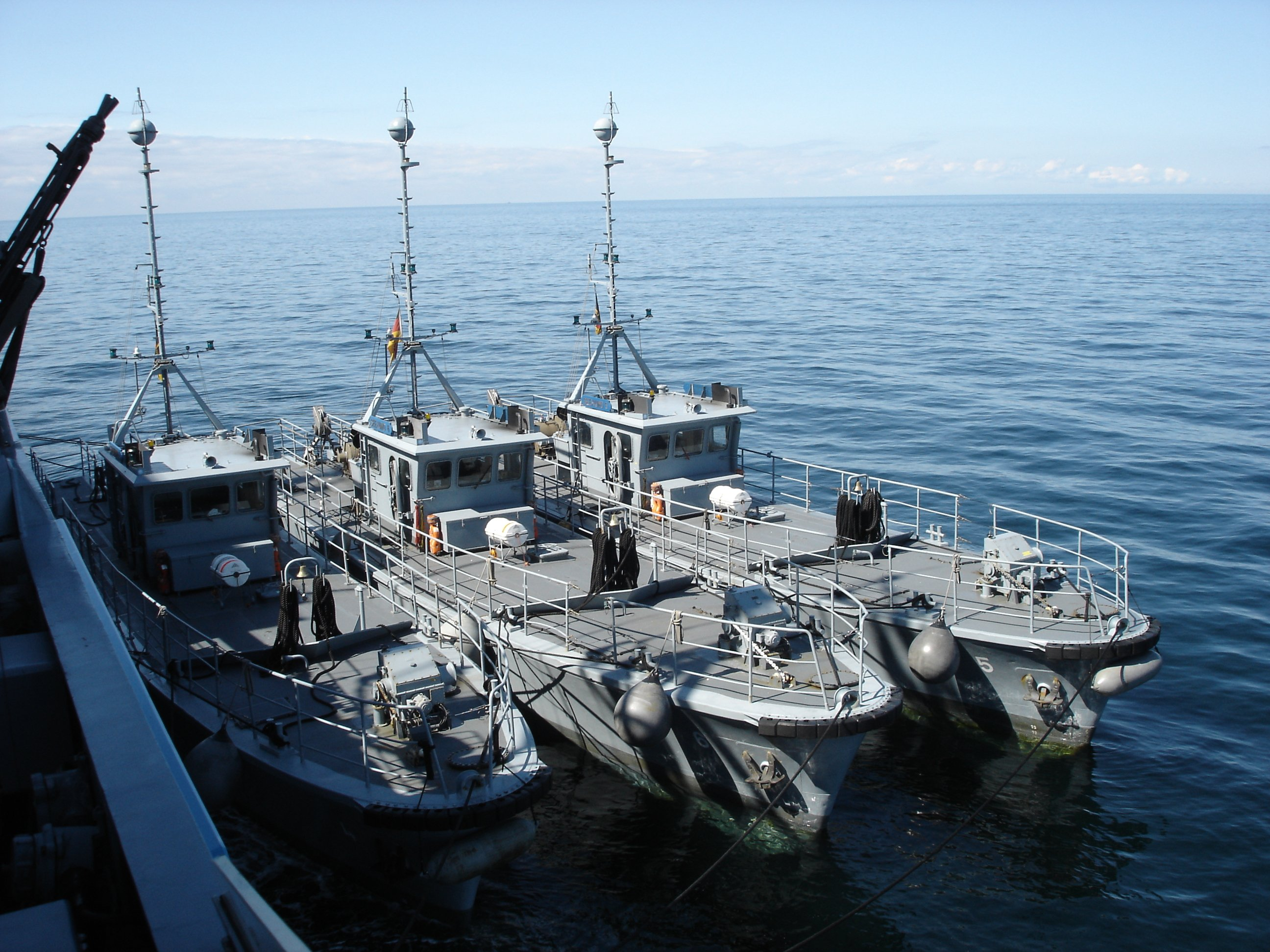
Troïka, robots de dragage allemand.

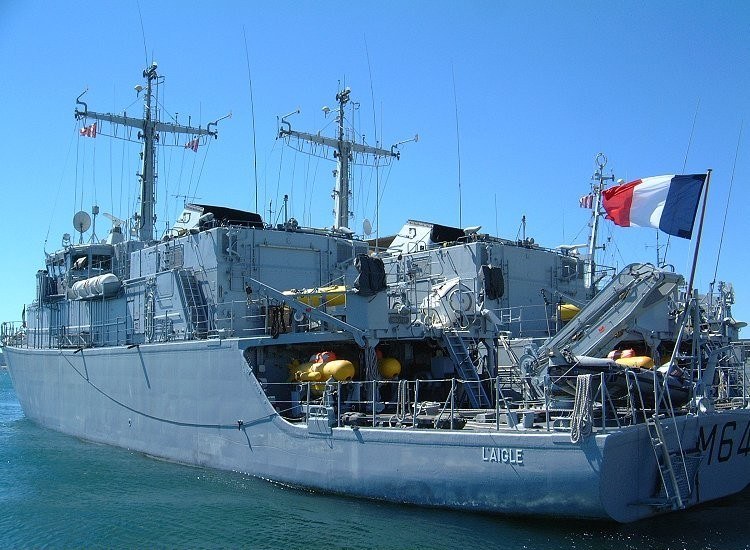
Chasseurs de mines français ; on distingue en jaune les robots sous-marins.

- le dragueur de mines qui utilise une drague, dispositif mécanique, acoustique ou magnétique, remorqué a priori dans une zone susceptible d'être minée, et destiné à faire exploser les mines au contact ou à proximité. Contrairement au chasseur de mines, le dragueur ne détecte pas les mines. Il est donc particulièrement exposé au danger des mines ; c'est pourquoi aujourd'hui, le dragage de mines est soit abandonné au profit de la chasse aux mines, soit effectué par des dragues remorquées par hélicoptères ou par des engins flottants télécommandés (par exemple le système allemand Troïka).
- le chasseur de mines qui utilise un sonar pour détecter les mines et ensuite les détruire par explosion d'une charge déposée par un robot sous-marin ou des plongeurs, appelés plongeurs démineurs. Ces derniers peuvent également désactiver les mines. Les chasseurs de mines peuvent être également équipés d'une drague mécanique.
- le mouilleur de mines, spécialisé dans le mouillage de mines. En réalité, aujourd'hui peu de marines utilisent des bâtiments spécialisés à cet usage. S'il s'agit de mouillage défensif (champ de mines destiné à protéger une zone sensible amie), n'importe quel bâtiment auxiliaire disposant de moyen de grutage et de mise à l'eau (gabare, supply…) peut être utilisé. Dans le cas d'un mouillage offensif (mines mouillées dans une zone contrôlée par l'adversaire), le mouillage s'effectue par aéronef ou par sous-marin.

## Particularités des navires de guerre des mines

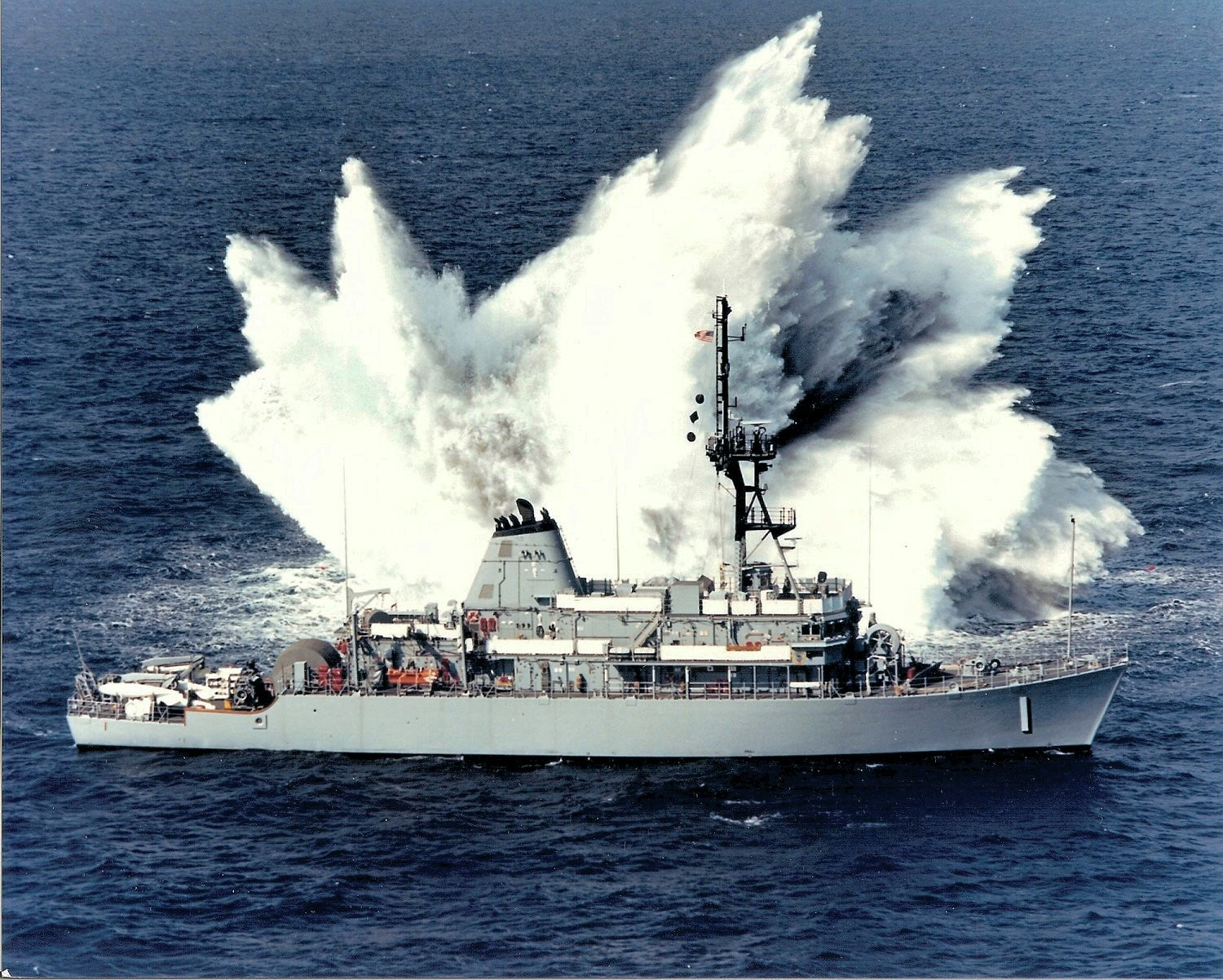
Essai de choc sur le chasseur de mines Avenger de l'US Navy

Les chasseurs et notamment les dragueurs de mines sont particulièrement exposés au danger représenté par les mines. Un certain nombre de précautions sont prises à la construction :
- signature magnétique très faible pour éviter de déclencher les mises à feu magnétiques des mines : utilisation de matériaux amagnétiques, coque autrefois en bois, aujourd'hui en polyester ou composé verre-résine (CVR), apparaux en bronze ou en aluminium ; circuits d'immunisation magnétique pour annuler toute influence magnétique résiduelle ;
- signature acoustique très faible pour éviter de déclencher les mises à feu acoustiques : appareil propulsif et auxiliaires peu bruyants ; présence, généralement, de deux systèmes de propulsion, l'un diesel pour la navigation, l'autre électrique pour les opérations de chasse aux mines ;
- bonne résistance aux explosions sous-marines à proximité.

Les bâtiments de guerre des mines sont généralement de petites unités longs d'une cinquantaine de mètres et déplaçant environ 500 tonnes. Ils sont habituellement regroupés en divisions et opèrent en groupe opérationnels avec l'appui d'un bâtiment de soutien mobile qui embarque un état-major et les supporte tant sur le plan logistique que technique.
Ils sont souvent également des bâtiments-bases de plongeurs démineurs car certaines opérations doivent se réaliser par des plongeurs.